# 6½ авеню
6½ авеню (англ. 6½ Avenue) — пішохідний прохід із півночі на південь у центрі Мангеттена, Нью-Йорк, що проходить з заходу 51-ї до заходу 57-ї вулиць між Шостою та Сьомою авеню.
Пішохідна алея — має коридор в 400 м з приватних громадських місць, таких як вестибюлі з відкритим доступом і навіси, які відкриті протягом дня. На шести перехрестях між 51-ю та 56-ю вулицями є знаки зупинки та знаки проїзд без зупинки заборонено. Середньоквартальний переїзд на 57-й вулиці обладнано світлофором. На пішохідних переходах встановлюють пішохідні пандуси з фактурним покриттям та гнучкими делініаторами для запобігання паркуванню автотранспорту на цих ділянках.
Кожне перехрестя вздовж проїжджої частини має табличку з назвою вулиці, яка читає «6+1⁄2 AV» і назву перехрестя для офіційного позначення назви вулиці. Знаки зупинки в середині кварталу є незвичайними для Мангеттена, а дробова назва авеню є новою ідеєю для системи пронумерованих вулиць Нью-Йорка.